# Robert-Daniel Etchécopar

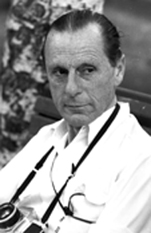
Robert-Daniel Etchécopar (1905–1990)

Robert-Daniel Etchécopar (* 4. September 1905 in Quimperlé; † 14. Januar 1990 in Versailles) war ein französischer Ornithologe, Oologe und Forschungsreisender. 

## Leben
Etchécopar promovierte 1933 in den Rechtswissenschaften und wurde Rechtsanwalt. Nach einigen Jahren als Anwalt gab er das Wirtschaftsrecht auf und widmete sich dem Naturschutz.
1939 wurde er Verbindungsoffizier beim Generalstab der 12. britischen Division. Nach seiner Demobilisierung wurde er Mitarbeiter am Lehrstuhl für Zoologie am Muséum national d’histoire naturelle in Paris (MNHN). Nach Kriegsende wurde er Generalsekretär der Société ornithologique de France, eine Position, die er 40 Jahre lang innehatte. Von 1946 bis 1948 nahm er in Basel und in Brunnen an Vorbereitungstreffen zur Gründung der IUCN mit Luc Hoffmann, Sir Julian Huxley und Sir Peter Markham Scott und später zur Gründung des WWF teil.
1954 wurde er von Jacques Berlioz und Édouard Bourdelle zum Direktor des CRMMO (Centre de recherches sur les migrations des mammifères et des oiseaux) ernannt, dessen wichtigstes Forschungsinstrument die Beringung ist, die es ermöglicht, die Zugrouten zu studieren, Daten über Vögel zu sammeln und zum Arten- und Naturschutz beizutragen. In der Folgezeit wurde das CRMMO in CRBPO (Centre de recherches sur la biologie des populations d’oiseaux) umbenannt und nahm jährlich über 400.000 Vogelberingungen vor. Die Bilanz dieser Arbeit wurde jährlich im CRMMO-Bulletin veröffentlicht.
Er war Mitglied des Comité International d’Ornithologie, der British Ornithologists’ Union, der Deutschen Ornithologen-Gesellschaft und Ehrenmitglied der American Ornithologists’ Union.
Bis zu seinem Tod nahm er als ständiges Mitglied des Exekutivkomitees an internationalen ornithologischen Kongressen teil.
Etchécopar organisierte Expeditionen in zahlreiche Länder und sorgte für eine intensive wissenschaftliche Tätigkeit vor Ort, deren Daten die Grundlage für künftige Veröffentlichungen bildeten.
Ein Jahrzehnt lang bereiste er Nordafrika von den Kanaren bis zur Sinai-Halbinsel, um die Vögel der Wüstengebiete zu identifizieren. Von Marokko bis Südafrika studierte er die Zugrouten.
1957 unternahm er mit Jean Dorst, Luc Hoffmann und François Hüe eine ornithologische Reise zum ersten Pan-African Ornithological Congress in Rhodesien, die sie anschließend in das Kongobecken, nach Gabun, Kamerun und in den Tschad führte.
1959 reiste er zum ersten Mal nach Tokio zur Nationalversammlung der japanischen Ornithologen unter der Leitung von Prinz Yoshimaro Yamashina und kehrte mehrmals dorthin zurück.
Im Jahr 1962 nahm er am International Ornithological Congress in Ithaca (USA) teil. Im Anschluss unternahm er eine von Sidney Dillon Ripley organisierte Studienreise in den Norden der USA und nach Kanada.
Von 1964 bis 1969 nahm er an Exkursionen des Muséum national d’histoire naturelle in den Libanon, nach Syrien, Israel, in die Türkei, den Irak und den Iran teil. Während der Expedition in den Iran wurden erstmals Gebiete erschlossen, die zuvor noch nie wissenschaftlich erkundet wurden. Auf seine Expeditionen folgte die Veröffentlichung von Büchern, um die Vögel dieser Regionen bekannt zu machen. Die meisten dieser Werke wurden von Paul Barruel illustriert, einem Künstler, der wissenschaftliche Genauigkeit mit künstlerischem Talent verband.
1969 nahm Etchécopar am dritten Pan-African Ornithological Congress in Südafrika teil, gefolgt von Studien in den verschiedenen Naturparks des Landes.
1974 führte er anlässlich des International Ornithological Congress in Canberra ornithologische Studien im Ayers-Rock-Nationalpark in Australien durch.
1976 vertrat er das Muséum national d’histoire naturelle auf dem Pan-African Ornithological Congress auf den Seychellen und war anschließend wissenschaftlich in Madagaskar, Äthiopien und Ägypten tätig.
Seine Freundschaft mit Salim Ali veranlasste ihn, ornithologische Exkursionen in Indien durchzuführen.
1963 gründete Etchécopar mit Ornithologen aus 18 europäischen Ländern EURING (European Union for Bird Ringing), wobei er zum ersten Präsidenten gewählt wurde. Diese Organisation widmet sich der Erforschung des Vogelzugs und der Koordinierung aller Daten beringter Vögel aus ganz Europa. Als Hauptsitz wurde das Muséum national d’histoire naturelle gewählt. EURING verfügt über eine Datenbank, die derzeit 10 Millionen Datensätze enthält.
Etchécopar nahm auch an der Gründung von AFRING und ASIARING teil, die in Afrika und Asien die gleichen Studien verfolgen. Anschließend war er Vorsitzender des International Bird Ringing Committee (IBRC).
Als Oologe trug Etchécopar eine Sammlung von 32.000 Eiern zusammen, die er teilweise von seiner englischen Familie geerbt und durch Spenden aus aller Welt ergänzt hatte. Sie befindet sich im Bestand der Western Foundation of Vertebrate Zoology in Los Angeles. 
Als Vorstandsmitglied der Ligue pour la Protection des Oiseaux (LPO), der Société Nationale de Protection de la Nature (SNPN) und des Fonds Français pour la Nature et l’Environnement (FFNE) beteiligte er sich an der Ausarbeitung von Strategien, die den Schutz der natürlichen Ressourcen zum Ziel haben.
Um den Bekanntheitsgrad des CRMMO in Frankreich zu erhöhen und die breite Öffentlichkeit dazu zu bewegen, wiedergefundene Ringe zurückzuschicken, wurden 1960 dank des Postministeriums (Ministère des PTT) zum ersten Mal in Frankreich vier Briefmarken mit Zugvögeln herausgegeben. Die Auflage erreicht mehr als 18 Millionen Exemplare.

## Dedikationsnamen und Ehrungen
1983 benannten Christian Érard und Francis Roux die Unterart Glaucidium castaneum etchecopari des Kastanienzwergkauzes zu Ehren von Etchécopar. 1970 wurde er Offizier des Ordre des Palmes Académiques, 1979 Offizier des Ordre national du Mérite und 1981 Ritter der Ehrenlegion. 1979 gewann er den Prix Cuvier der Académie des sciences.

## Schriften
- Données écologiques sur l’avifaune dans la zone désertique arabo-saharienne, UNESCO, 1957
- Les Oiseaux du Nord de l’Afrique, Ed. Boubée, 1964
- The Birds of North Africa, Ed. Oliver and Boyd, 1967
- Les Oiseaux du Proche et du Moyen-Orient, Ed. Boubée, 1970
- Les Oiseaux de Chine, de Mongolie et de Corée, Band 1: Ed. Boubée 1978, Band 2: Société Nouvelle des du Pacifique, 1983
- Contribution à l’Étude des Oiseaux d’Iran. Résultat de la Mission Etchecopar 1967, Mémoire de Museum, 1970